# Ясинський Володимир Віталійович
Ясинський Володимир Віталійович (нар. 24 лютого 1937, м. Батумі, Грузія) — народний депутат України I скликання.
Н. 24.02.1937 (місто Батумі, Грузія) в сім'ї службовця; росіянин; одружений; має сина.

## Освіта
Ростовський державний університет (1956–1961), історик.
Народний депутат України (12)1-го скликання з 03.1990 (1-й тур) до 04.1994, Селідівський виборчій округ № 140, Донецька область. Член Комісії з питань розвитку базових галузей народного господарства. Входив до Народної ради, фракції «Нова Україна».
- З 1961 — вчитель, заступник директора середньої школи № 1, місто Верхній Уфалей Челябінської області.
- З 1971 — відповідальний секретар Селідовської міської організації товариства «Знання».
- З 1973 — лектор Селідовського міськкому КПУ; звільнений за політичними мотивами.
- 1977 — машиніст котельної ТЕЦ-ПВС заводу «Криворіжсталь».
- З 1977 — машиніст котлової дирекції ОКСТС, місто Кривий Ріг.
- З 1978 — машиніст підземних установок шахти імені Коротченка, місто Селідове Донецька область.

Член КПРС (з 1965). В 1979 виключено з КПРС за критику на адресу ЦК КПРС та Леоніда Брежнєва, в 1986 — відновлений, липень 1990 — вийшов з КПРС.
Був членом Партії демократичного відродження України.